# Dickey Betts
Forrest Richard "Dickey" Betts, född 12 december 1943 i West Palm Beach, Florida, död 18 april 2024 i Osprey, Florida, var en amerikansk gitarrist, sångare och låtskrivare. Betts var med och grundade The Allman Brothers Band 1969. Efter Duane Allmans dödsolycka 1971 blev Betts ensam gitarrist i gruppen, och han kom att skriva några av deras kändaste låtar så som "In Memory of Elizabeth Reed", "Jessica" (som är signaturmelodi i den brittiska TV-serien Top Gear) och "Ramblin' Man". När Allman Brothers Band återförenades 1989 var Betts med igen och spelade med gruppen fram till 2000 då han uteslöts av de övriga originalmedlemmarna. Han fortsatte dock vara aktiv som soloartist och med egna musikgrupper.

## Diskografi
Soloalbum
- 1974 – Highway Call (som Richard Betts)
- 1977 – Dickey Betts & Great Southern (som Dickey Betts & Great Southern)
- 1978 – Atlanta's Burning Down (som Dickey Betts & Great Southern)
- 1988 – Pattern Disruptive (som Dickey Betts Band)
- 2001 – Let's Get Together (som Dickey Betts Band)
- 2002 – The Collectors (som Dickey Betts & Great Southern)
- 2004 – Instant Live - The Odeon Cleveland OH 3-09-04 (som Dickey Betts & Great Southern)
- 2006 – The Official Bootleg (som Dickey Betts & Great Southern)
- 2017 – Live at Metropolis, Munich (som Dickey Betts and Great Southern)
- 2018 – Dickey Betts Band - Live at the Lone Star Roadhouse (som Dickey Betts)
- 2019 – Ramblin' Man: Live at the St. George Theatre (som Dickey Betts Band)